# جورج هوفمان
جورج هوفمان (بالألمانية: Georg Hoffmann)‏ هو غطاس ألماني، ولد في 1880، وتوفي في 1947.

## وصلات خارجية
- جورج هوفمان على موقع اللجنة الأولمبية الدولية (الإنجليزية)
- جورج هوفمان على موقع أوليمبيديا (الإنجليزية)